# Världsmästerskapet i inlinehockey för herrar 2006 (IIHF)

## 2006

### Grupp A (Division 1)
| Land      | MA | 3p | 2p | 1p | 0p | GM | IM | +/- | Po |
| --------- | -- | -- | -- | -- | -- | -- | -- | --- | -- |
| Sverige   | 3  | 2  | 1  | 0  | 0  | 16 | 11 | +5  | 8  |
| Tyskland  | 3  | 2  | 0  | 0  | 1  | 21 | 8  | +13 | 6  |
| Tjeckien  | 3  | 1  | 0  | 1  | 1  | 11 | 17 | -6  | 4  |
| Österrike | 3  | 0  | 0  | 0  | 3  | 8  | 20 | -12 | 0  |

Måndag 10 juli 2006
| Tjeckien  | 0-10 | Tyskland | Budapesti Koriközpont |
| Österrike | 4-5  | Sverige  | Budapesti Koriközpont |

Tisdag 11 juli 2006
| Sverige  | 7-4 | Tyskland  | Budapesti Koriközpont |
| Tjeckien | 8-3 | Österrike | Budapesti Koriközpont |

Onsdag 12 juli 2006
| Tyskland | 7-1     | Österrike | Budapesti Koriközpont |
| Sverige  | 4-3 str | Tjeckien  | Budapesti Koriközpont |

### Grupp B (Division 1)
| Land      | MA | 3p | 2p | 1p | 0p | GM | IM | +/- | Po |
| --------- | -- | -- | -- | -- | -- | -- | -- | --- | -- |
| USA       | 3  | 3  | 0  | 0  | 0  | 18 | 9  | +9  | 9  |
| Finland   | 3  | 2  | 0  | 0  | 1  | 24 | 7  | +17 | 6  |
| Slovakien | 3  | 1  | 0  | 0  | 2  | 10 | 18 | -8  | 3  |
| Slovenien | 3  | 0  | 0  | 0  | 3  | 3  | 21 | -14 | 0  |

### Grupp C (Division 2)
| Land       | MA | 3p | 2p | 1p | 0p | GM | IM | +/- | Po |
| ---------- | -- | -- | -- | -- | -- | -- | -- | --- | -- |
| Ungern     | 3  | 3  | 0  | 0  | 0  | 19 | 9  | +10 | 9  |
| Brasilien  | 3  | 2  | 0  | 0  | 1  | 16 | 12 | +4  | 6  |
| Australien | 3  | 0  | 1  | 0  | 2  | 11 | 18 | -7  | 2  |
| Kroatien   | 3  | 0  | 0  | 1  | 2  | 11 | 18 | -7  | 1  |

### Grupp D (Division 2)
| Land           | MA | 3p | 2p | 1p | 0p | GM | IM | +/- | Po |
| -------------- | -- | -- | -- | -- | -- | -- | -- | --- | -- |
| Storbritannien | 3  | 3  | 0  | 0  | 0  | 14 | 11 | +3  | 9  |
| Japan          | 3  | 1  | 1  | 0  | 1  | 16 | 11 | +5  | 5  |
| Namibia        | 3  | 0  | 1  | 0  | 2  | 9  | 14 | -5  | 2  |
| Argentina      | 3  | 0  | 0  | 2  | 1  | 13 | 16 | -3  | 2  |